# Milesia undulata
Milesia undulata är en tvåvingeart som beskrevs av Snellen van Vollenhoven 1862. Milesia undulata ingår i släktet Milesia och familjen blomflugor. Inga underarter finns listade i Catalogue of Life.

## Bildgalleri

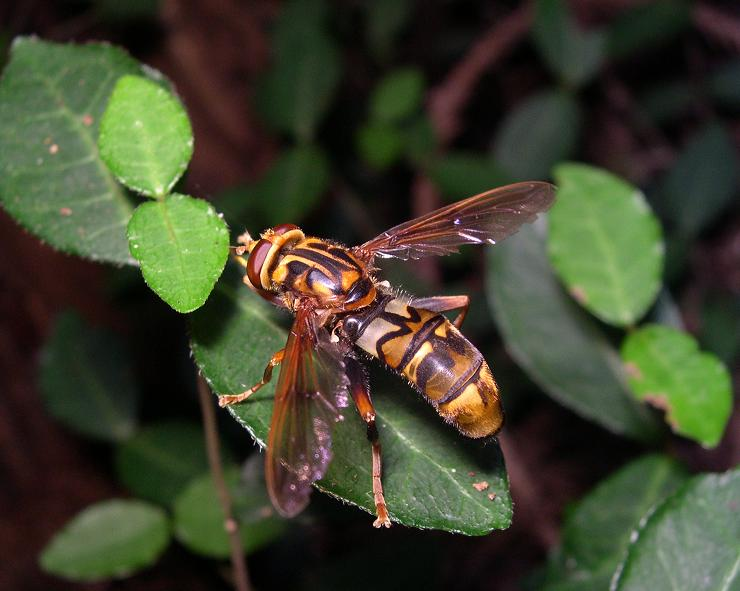